# Dimethylaminopropylamin
Dimethylaminopropylamin (zkráceně DMAPA) je organická sloučenina patřící mezi diaminy, s jednou primární a jednou terciární aminovou skupinou. Používá se na výrobu detergentů, například kokamidopropylbetainu, který je složkou mnoha mýdel a šamponů.
Vyrábí se reakcí dimethylaminu a akrylonitrilu (která patří mezi Michaelovy reakce) za vzniku dimethylaminopropionitrilu, který se následně hydrogenuje:

## Bezpečnost
Dimethylaminopropylamin dráždí kůži, může způsobovat podráždění, pokud je přítomen jako nečistota v kokamidopropylbetainu.